# St. Benedikt (Hohenwarsleben)

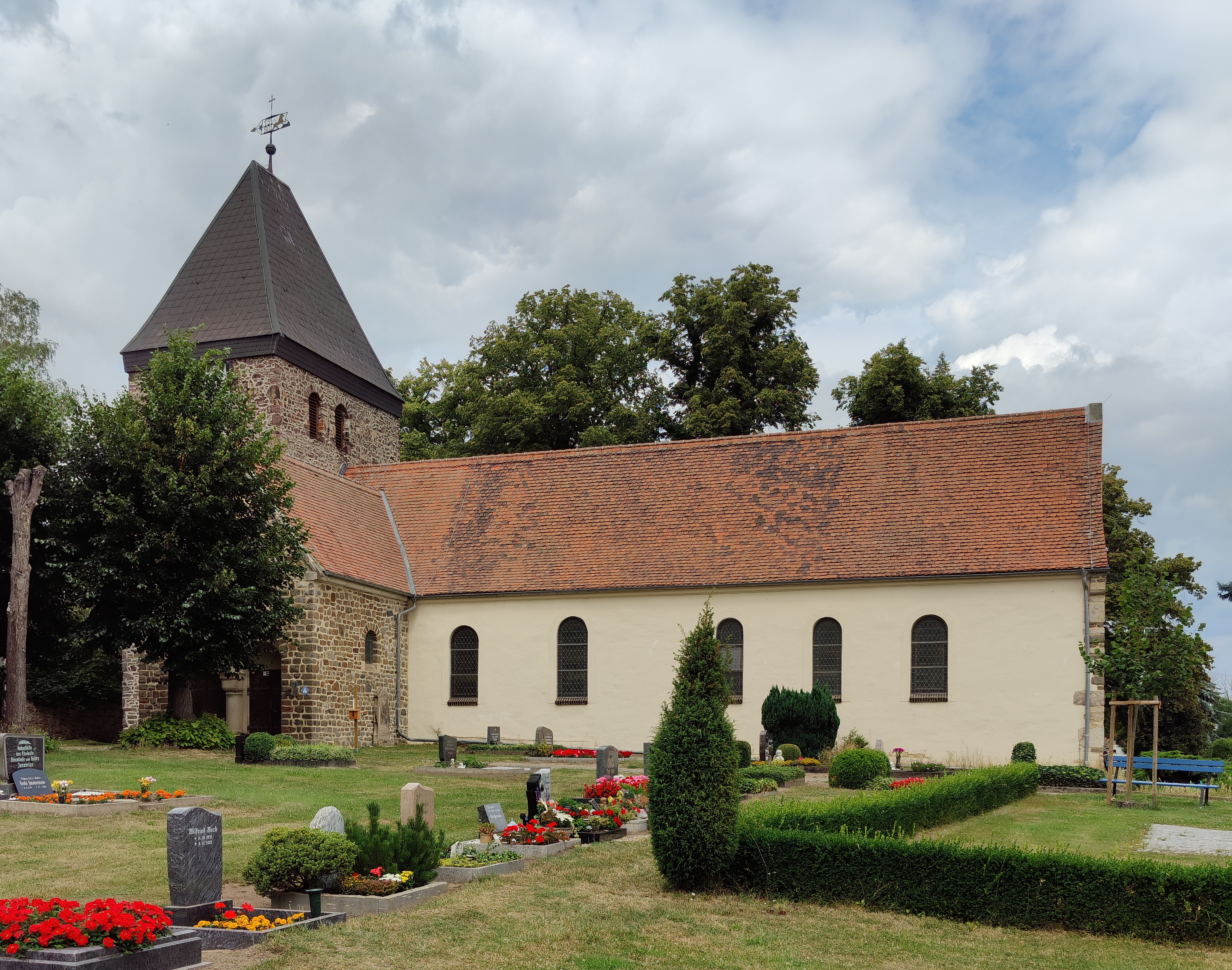
St. Benedikt Hohenwarsleben

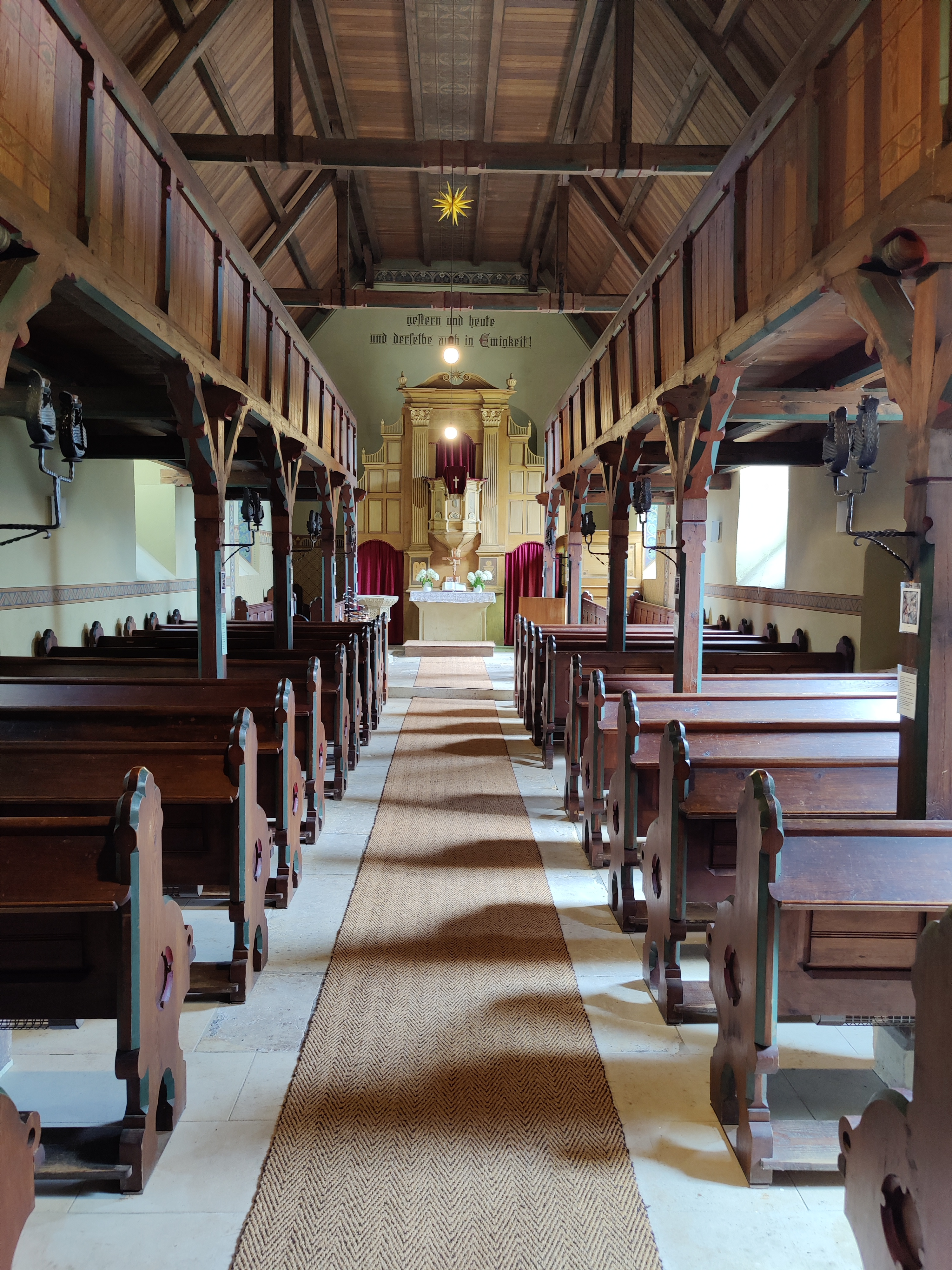
Kirchenschiff mit Blick zum Altar

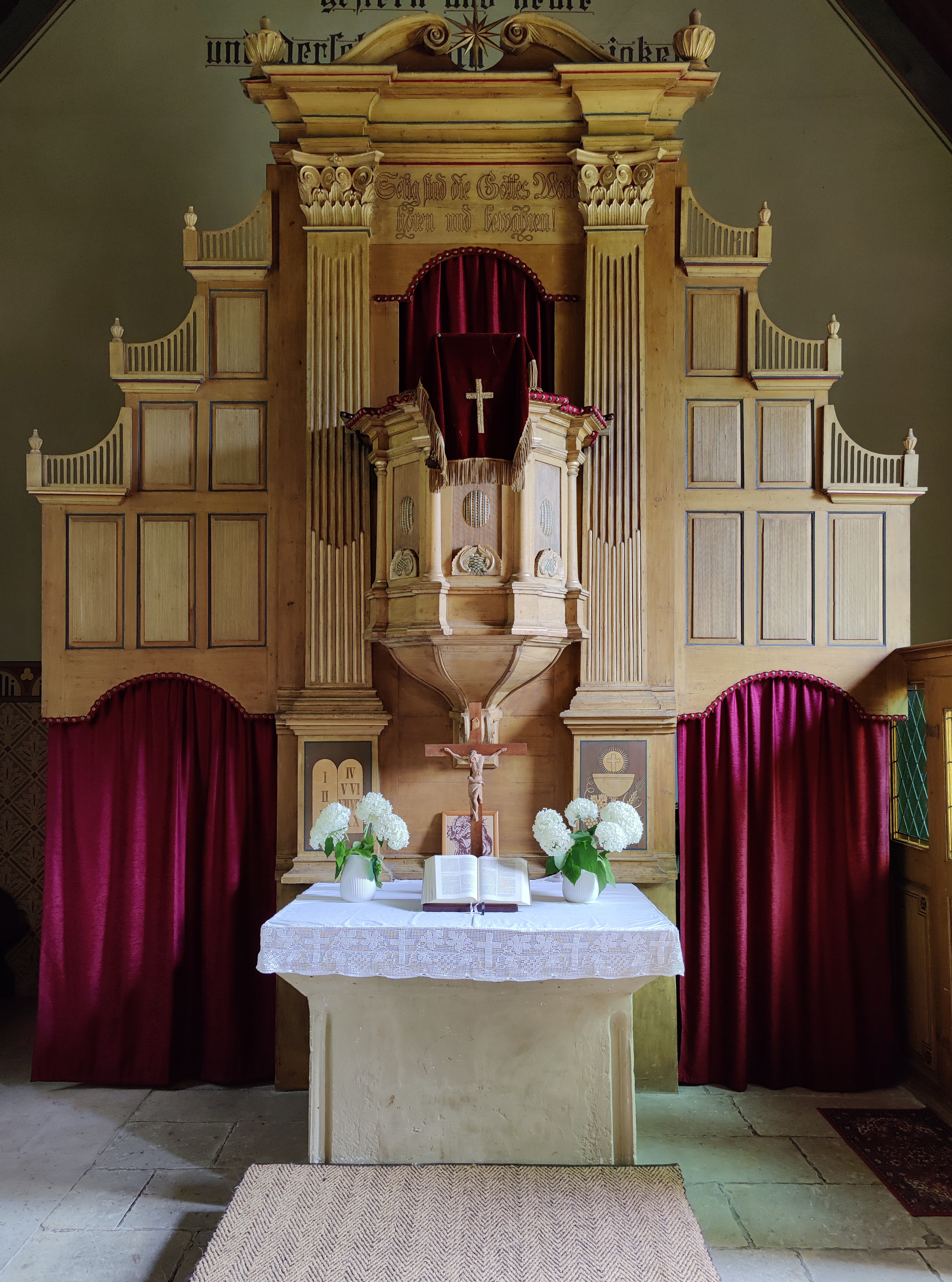
Kanzelaltar

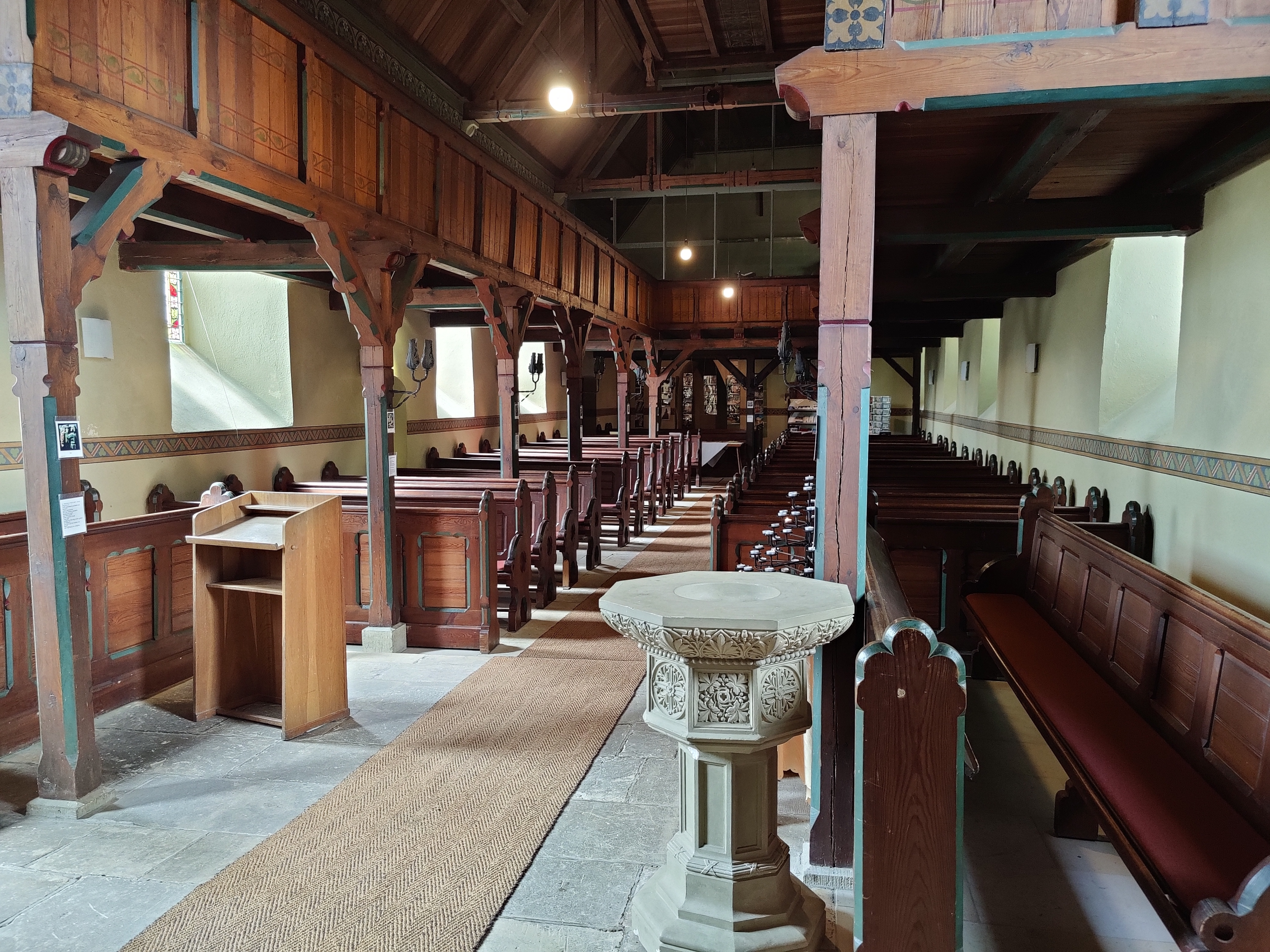
Taufstein, Empore mit verglastem Gemeinderaum

Die Kirche St. Benedikt in Hohenwarsleben, einem Ortsteil der Gemeinde Hohe Börde, ist eine evangelische Kirche bei Magdeburg im Landkreis Börde in Sachsen-Anhalt. Das Bauwerk aus dem 12. Jahrhundert gehört zum Kirchenkreis Haldensleben-Wolmirstedt der Evangelischen Kirche in Mitteldeutschland. Das Gotteshaus ist zugleich Autobahnkirche an der Bundesautobahn 2 nahe der Ausfahrt Irxleben. Namensgeber der Kirche ist Benedikt von Nursia.

## Geschichte und Ausstattung
Die erste urkundliche Erwähnung der Kirche stammt aus der Zeit um 1199, das Patronat hatte das Kloster Unser Lieben Frauen zu Magdeburg. Etwa vier Jahrzehnte früher, im Jahr 1160, entstand sein ältestes Architektur-Zeugnis, der in der Ostwand eingemauerte, sogenannte Würfelfries. Wohl um 1200 entstand das sieben Meter hohe Untergeschoss des Kirchturms, etwa ab 1400 gab es ein Kirchengebäude aus Stein.
In der Außenmauer ist ein spätgotisches Kreuzigungsrelief mit Maria und Josef aus den Jahren 1470 bis 1490 zu finden. Die Sakramentsnische hinter Altar und Altarblock – Mensa und Stipes – belegt, dass die Kirche um 1500 in den heutigen Abmessungen bestanden hat: Sie steht an ihrem ursprünglichen Ort.
Aufgrund der Baufälligkeit in der Zeit des Dreißigjährigen Krieges wurde die Kirche umfassend erneuert. Der Turm wuchs, die Außenwände wurden instand gesetzt, Fenster vergrößert, und Rundbögen ersetzten den flachen Bogenabschluss. Der Umbau lässt sich auf das Jahr 1664 datieren. Bei der Innen- und Außensanierung wurden im Putz Sichtfenster geschaffen, die Einblick geben in Lage und Gestalt der ursprünglichen Kirchenfenster. Weitere Sichtfenster ermöglichen den Blick auf den mittelalterlichen Putz, der bei den Baumaßnahmen entdeckt wurde.
Die bauliche Erweiterung erfolgte im Jahr 1700. Am 23. Oktober 1806 wurde die Kirche zerstört, ihre Wiederherstellung wurde am 23. Oktober 1814 abgeschlossen. 1901 wurde sie erneuert.
Im Jahr 1978 wurde das Gotteshaus wegen Einsturzgefahr baupolizeilich gesperrt, da der Dachstuhl einzustürzen drohte. Das gesamte Inventar sowie die Orgelpfeifen wurden geborgen.
Anfang der 1990er Jahre wurde die Turmhaube erneuert, doch stürzten 1994 der Dachstuhl der Vorhalle und Dachteile des westlichen Kirchenschiffs ein. 1996 gab es beim 22. Evangelischen Kirchbautag erste Überlegungen zur Rettung der Kirche. Umfangreiche Fördermittel und Spenden ermöglichten ihre Sanierung im Zeitraum 1997 bis 2002.
Auf der Empore entstand ein beheizbarer, mittels Glaswand vom Kirchenschiff abgetrennter Gemeinderaum, der ganzjährig nutzbar ist.

## Autobahnkirche
Am 24. Dezember 1998 gab es für die Kirchgemeinde nach 20 Jahren Pause wieder einen Gottesdienst in ihrem Kirchengebäude. Damals wurde auch über ein neues Nutzungskonzept nachgedacht. Daraus entstand die Idee der Autobahnkirche: Dieser Funktion dient sie als erste Autobahnkirche in Sachsen-Anhalt seit dem 21. September 2002.

## Verschiedenes
- Seit 2016 ist das Gotteshaus einer der „verborgenen Schätze“ der Straße der Romanik.
- Die Kirche ist seit ihrer Rettung auch ein kultureller Veranstaltungsort.